# Robert Abelson
Pour les articles homonymes, voir Abelson.
Robert Paul Abelson (12 septembre 1928 à New York – 13 juillet 2005) est un psychologue américain. Professeur de psychologie et de sciences politiques à l'Université Yale, Abelson s'est notamment intéressé à la psychologie sociale, aux statistiques et à la psychologie cognitive.

## Biographie
Il a étudié à la Bronx High School of Science et au MIT, et a obtenu son doctorat en psychologie à l'Université de Princeton sous l'autorité de John Tukey et Silvan Tomkins.
Il est l'auteur de Statistics As Principled Argument et le coauteur de plusieurs autres ouvrages en psychologie, statistiques et sciences politiques, parmi lesquels Scripts, Plans, Goals, and Understanding en collaboration avec Roger Schank.
Il est décédé des suites de complications de la maladie de Parkinson.

## Ouvrages publiés
- (en) Theories of Cognitive Consistency, Rand McNally, 1969  (ISBN 978-0-528-62480-3)
- (en) Scripts, Plans, Goals and Understanding, (avec Roger Schank), Halsted.P., 1977 (feuillets mobiles)  (ISBN 978-0-470-99033-9)
- (en) The Psychology Of Control (avec Ellen J.Langer), Sage Pubns, 1983  (ISBN 978-0-8039-1962-4)
- (en) Statistics As Principled Argument, Lawrence Erlbaum Assoc Inc, 1995  (ISBN 978-0-8058-0527-7)
- (en) Experiments With People: Revelations from Social Psychology, Lawrence Erlbaum Associates, 2003,  (ISBN 978-0-8058-2897-9)

## Sources
- (en) Cet article est partiellement ou en totalité issu de l’article de Wikipédia en anglais intitulé « Robert P. Abelson » (voir la liste des auteurs).